# Luc Brodeur-Jourdain
 (novembre 2023).
Pour les articles homonymes, voir Brodeur et Jourdain.
Luc Brodeur-Jourdain, né le 17 mars 1983 à Saint-Hyacinthe, est un footballeur et entraîneur canadien. Membre de l'équipe collégiale des Géants du Cégep Saint-Jean-sur-Richelieu puis de celle du Rouge et Or de l'Université Laval durant ses études, il devient par la suite joueur de la Ligue canadienne de football au sein des Alouettes de Montréal.

## Biographie
En 2001, Luc Brodeur-Jourdain intègre le Cégep Saint-Jean-sur-Richelieu pour étudier la technologie de l'électronique et rejoint l'équipe de football de l'établissement, les Géants. Entre 2003 et 2008, il joue dans le Rouge et Or, l'équipe de football de l'Université Laval, qui remporte la Coupe Vanier en 2004, en 2006 et en 2008. La même année, il intègre l'équipe des Alouettes de Montréal,,.
En 2019, Luc Brodeur-Jourdain prend sa retraite de joueur et devient entraîneur des Alouettes de Montréal, responsable de la ligne offensive et coordonnateur du jeu au sol,,.

### Vie privée
Luc Brodeur-Jourdain est le compagnon de Marie-Élaine Chicoine, directrice d'un organisme communautaire de prévention des dépendances à Saint-Hyacinthe.